# گروه مشاوره بوستون
گروه مشاوره بوستون، (به انگلیسی: The Boston Consulting Group) شرکت مشاور مدیریت آمریکایی است، که دارای ۸۱ دفتر ارائه برنامه‌ریزی راهبردی و خدمات مشاور مدیریت در ۴۵ کشور می‌باشد.
شرکت مشاوره بوستون در سال ۱۹۶۳ توسط بروس دی. هندرسون راه‌اندازی شد و در حال حاضر به‌عنوان یکی از سه شرکت بزرگ مشاوره در جهان شناخته می‌شود، که خدماتش را به شرکت‌های خصوصی، عمومی و دولتی، سازمان‌های ناسودبر و دولتها ارائه می‌نماید.
دفتر مرکزی این شرکت در شهر بوستون، ماساچوست قرار دارد. برخی از مشتریان این شرکت عبارتند از: مایکروسافت، فایزر، گوگل، آی‌بی‌ام، امریکن ایرلاینز، فورد، ایتنا، گروه تاتا، دولت کانادا و دولت فدرال ایالات متحده آمریکا.